# زیرگروه سرپانتین
زیرگروه سرپانتین (به انگلیسی: Serpentine subgroup)، (بخشی از گروه کائولینیت-سرپانتین در دسته فیلوسیلیکاتها) کانی‌هایی مایل به سبز، قهوه‌ای یا خالدار هستند که معمولاً در سرپانتینیت (Serpentinite) یافت می‌شوند. از آنها به عنوان منبع منیزیم و پنبه نسوز و به‌عنوان سنگ تزئینی استفاده می‌شود. این نام از رنگ مایل به سبز و ظاهر صاف یا پوسته‌پوسته از کلمه لاتین serpentinus به معنای «مار مانند» گرفته شده است.
با فرمول شیمیایی Mg, Fe)3Si2O5(OH)4) این کانی را می‌توان به فراوانی در: آلمان، سوئیس، اتریش، نروژ، بریتانیا (انگلیس)، چک‌واسلواکی، آمریکا، ایران و زیمبابوه یافت.